# 伯伊萊什蒂
伯伊萊什蒂是羅馬尼亞的城市，位於該國西南部，距離首府克拉約瓦49公里，由多爾日縣負責管轄，面積163.76平方公里，海拔高度61米，2009年人口19,710，大多數居民信奉東正教。

## 外部連結
- Map of the city[永久]